# Мајкл Брамос
Михалис "Мајк" Антонис Брамос (грч. Μιχάλης "Μάικ" Αντώνης Μπράμος; енгл. Michalis "Mike" Antonis Bramos; Харпер Вудс, Мичиген, 27. мај 1987) бивши је грчки кошаркаш. Играо је на позицијама бека и крила.

## Успеси

### Клупски
- Панатинаикос:
  - Првенство Грчке (1): 2012/13, 2013/14.
  - Куп Грчке (1): 2013, 2014.

- Рејер Венеција Местре:
  - Првенство Италије (1): 2016/17, 2018/19.
  - Куп Италије (1): 2020.
  - ФИБА Куп Европе (1): 2017/18.